# Liste der Stadtoberhäupter von Herford
Dieser Artikel beschreibt die Geschichte der Stadtoberhäupter von der ostwestfälischen Stadt Herford.
Nachdem Herford bis 1170 sein Stadtrecht erkämpft hatte, wurde 1191 ein „magister civium“ und 1220 ein „Burmester“ erwähnt, jeweils eine Art Vorläufer des Bürgermeisteramtes. Seit 1256 hatte die Stadt einen Bürgermeister. In der Folgezeit hatte sowohl die Altstadt als auch die Neustadt einen Bürgermeister, die höchste Autorität der Gesamtstadt war jedoch der Bürgermeister der Altstadt.
Nach dem Zweiten Weltkrieg bis 1974 gab es in Herford einen hauptamtlichen Oberstadtdirektor als Leiter der Verwaltung (Wahlbeamter) und einen ehrenamtlichen Oberbürgermeister, der Vorsitzender des Stadtrats war. Durch den Verlust der Kreisfreiheit und die Wiedereingliederung der Stadt in den Kreis Herford durften beide ihre Bezeichnung nur bis zum Ende der Amtszeit des Oberstadtdirektors 1974 tragen. Danach gab es in Herford einen Bürgermeister und einen Stadtdirektor. Seit dem Jahre 1999 wird (wie überall in NRW) ein hauptamtlicher Bürgermeister von der Bevölkerung direkt gewählt. Das Amt des Stadtdirektors gibt es seitdem nicht mehr.

## Oberbürgermeister und Bürgermeister
| Amtszeit                | Bürgermeister                     | Partei | Bemerkung                                                                          |
| ----------------------- | --------------------------------- | ------ | ---------------------------------------------------------------------------------- |
| 1747–1763               | Johann Friedrich Ernst Haevermann |        | Erster Bürgermeister                                                               |
| 1763–1772               | Ernst Philipp Rischmüller         |        | Erster Bürgermeister                                                               |
| 1774–1785               | Carl Culemeyer                    |        | Erster Bürgermeister                                                               |
| 1785–1791               | Henrich Christian Diederichs      |        | Erster Bürgermeister                                                               |
| 1792–1827               | Carl Anton von Diederichs         |        | Erster Bürgermeister                                                               |
| 1828–1855               | August Viktor Wilhelm Rose        |        | Bürgermeister                                                                      |
| 1855–1867               | Karl Albert Strosser              |        | Bürgermeister                                                                      |
| 1867–1875               | Karl Sack                         |        | Bürgermeister                                                                      |
| 1875–1908               | Ludwig Quentin                    | NLP    | Bürgermeister und Oberbürgermeister                                                |
| 1908–1921               | Wilhelm Busse                     | NLP    | Bürgermeister und Oberbürgermeister, im Amt ermordet                               |
| 1922–1928               | Dietrich Osmer                    | SPD    | Oberbürgermeister                                                                  |
| 1928–1933               | Ernst Althaus                     | NSDAP  | Oberbürgermeister                                                                  |
| 1933 bis 2. April 1945  | Fritz Kleim                       | NSDAP  | Oberbürgermeister                                                                  |
| 5. April – 9. Juni 1945 | Heinrich Tiemann                  |        | kommissarischer Oberbürgermeister (von der britischen Militärregierung eingesetzt) |
| 10. Juni 1945–1946      | Friedrich Holzapfel               | CDU    | Oberbürgermeister                                                                  |
| 1946–1961               | Heinrich Höcker                   | SPD    | Oberbürgermeister                                                                  |
| 1961–1984               | Kurt Schober                      | CDU    | Oberbürgermeister; seit 1975 Bürgermeister                                         |
| 1984–1999               | Gerhard Klippstein                | SPD    | seit 1994 hauptamtlicher Bürgermeister                                             |
| 1999–2004               | Thomas Gabriel                    | CDU    | hauptamtlicher Bürgermeister                                                       |
| 2004–2014               | Bruno Wollbrink                   | SPD    | hauptamtlicher Bürgermeister                                                       |
| seit 2014               | Tim Kähler                        | SPD    | hauptamtlicher Bürgermeister                                                       |

## Oberstadtdirektoren und Stadtdirektoren
| Name               | Zeitraum  | Bemerkung         |
| ------------------ | --------- | ----------------- |
| Fritz Meister      | 1947–1961 | Oberstadtdirektor |
| Walter Abel        | 1962–1974 | Oberstadtdirektor |
| Gerd Oberscheven   | 1974–1986 | Stadtdirektor     |
| Ernst Otto Althaus | 1986–1994 | Stadtdirektor     |